# Amber Smith
Pour les articles homonymes, voir Smith.
Amber Smith, née le 2 mars 1971, est un modèle et une actrice américaine.

## Biographie
Elle joue régulièrement des scènes sensuelles ou érotiques.

## Filmographie
- 2010 : Lingerie (TV) : Giovanna
- 2007 : Sin City Diaries (TV) : Angelica
- 2003 : Dead End : la dame en blanc
- 2002 : New Suit : Jennifer
- 2001 : How High : la prof. Garr
- 2001 : The Midnight Hour : Alex
- 2001 : Tomcats : la rousse plantureuse
- 2001 : Reasonable Doubt : Charlie
- 2000 : Deception : Vanessa Rio
- 1999 : American Beauty : Christy Kane
- 1999 : Les Dessous de Palm Beach (TV) : Virginia
- 1999 : Dirk and Betty
- 1998 : Pacific Blue (TV) : Diane Verne
- 1998 : V.I.P. (TV) : Davina
- 1998 : Les Rois de Las Vegas (TV)
- 1997 : Friends : Maria
- 1997 : Mars 2056 : Sheila
- 1997 : Head Over Heels (TV) : Rachel
- 1997 : Trop de filles, pas assez de temps : Amber
- 1997 : L.A. Confidential : Susan Lefferts
- 1997 : Laws of Deception : Elise Talbot
- 1997 : Parties intimes : Julie
- 1997 : Red Shoe Diaries 7: Burning Up : Alia
- 1997 : Sleeping Together : Cathy
- 1996 : Leçons de séduction : Felicia
- 1996 : Nos funérailles : Bridgette
- 1996 : Faithful : Debbie
- 1996 : Lowball : Paula
- 1993-1995 : Red Shoe Diaries (TV) : le modèle
- 1992 : Inferno (TV)